# Polyrhachis scapulata
Polyrhachis scapulata är en myrart som beskrevs av Santschi 1932. Polyrhachis scapulata ingår i släktet Polyrhachis och familjen myror. Inga underarter finns listade i Catalogue of Life.